# パンパニト (潜水艦)
パンパニト (USS Pampanito, SS/AGSS-383) は、アメリカ海軍の潜水艦。バラオ級潜水艦の一隻。艦名はアジ科コバンアジ属 (英：Pompano、学：Trachinotus属) に因んで命名された。現在はアメリカ合衆国国定歴史建造物としてサンフランシスコで公開されている。

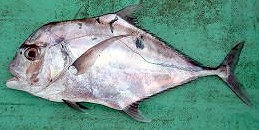
イトヒキアジ（メキシコ通称Pampanito）

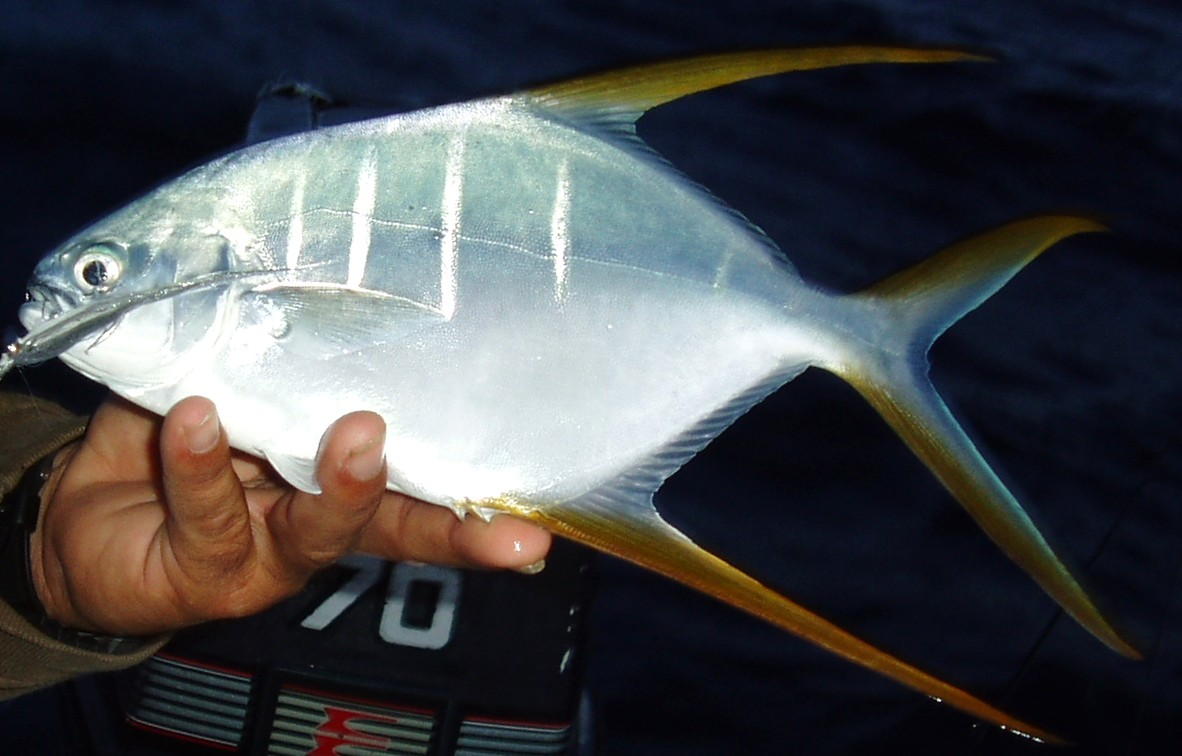
ガフトップセイル・ポンパーノ（メキシコ通称Pampanito）

## 艦歴
パンパニトは1943年3月15日にメイン州キタリーのポーツマス海軍造船所で起工した。7月12日にジェームズ・ウルフェンダー夫人によって命名、進水し、11月6日に艦長チャールズ・B・ジャクソン・ジュニア少佐の指揮下就役する。ニューロンドン沖での整調後、パンパニトはパナマ運河を通過し、1944年2月14日に真珠湾に到着。3月6日、艦長がポール・E・サマーズ（アナポリス1936年組）に代わった。

### 第1、第2の哨戒 1944年3月 - 7月
3月15日、パンパニトは最初の哨戒でマリアナ諸島方面に向かった。サイパン島への南西進入部からグアムを経てヤップ島南方に向かい、ヤップ島近海でパラオを空襲する第58任務部隊（マーク・ミッチャー中将）機の救助任務に当たった。4月7日に爆雷攻撃を受け損傷したが哨戒を続けた。4月10日には輸送船団と敵駆逐艦に対して魚雷を発射し、7,000トン級貨物船に魚雷を2本を命中させたと判断した。5月2日にミッドウェー島に寄港。5月8日、パンパニトは54日間の行動を終えて帰投。損傷修理が行われた。
6月3日、パンパニトは2回目の哨戒で日本近海に向かった。九州沖、四国沖、本州近海で哨戒を行い、6月23日には潜航中の日本海軍潜水艦から2本の魚雷を発射されたが、パンパニトはこれを回避した。7月6日には輸送船団を発見し、日本の砲艦と思われる艦船を雷撃して損傷を与えたと判断した。パンパニトは7月17日に哨区を離れた。7月23日、パンパニトは50日間の行動を終えてミッドウェー島に帰投した。

### 第3の哨戒 1944年8月 - 9月
8月17日、パンパニトは3回目の哨戒でグロウラー (USS Growler, SS-215) 、シーライオン (USS Sealion, SS-315) とウルフパックを構成し南シナ海に向かった。9月12日1時55分ごろ、パンパニト以下のウルフパックは海南島東方沖でヒ72船団を捕らえた。まずグロウラーが船団旗艦の海防艦平戸を一撃で撃沈し、船団は右往左往し始めた。明け方になってシーライオンが南海丸（大阪商船、8,416トン）と楽洋丸（南洋海運、9,418トン）を撃沈し、グロウラーも2隻目の戦果として駆逐艦敷波を撃沈した。ここにきて船団は三亜に向けて退避し始めた。しかしウルフパックはなおも喰らいつき、12日22時54分ごろに朝の攻撃ではあまり出番のなかったパンパニトが勝鬨丸（拿捕船、元アメリカ船プレジデント・ハリソン/日本郵船委託、10,509トン）とタンカー瑞鳳丸（飯野海運、5,135トン）に対し魚雷を発射。勝鬨丸には1本が左舷船倉に命中しただけであったが、浸水と傾斜が甚だしく23時37分に沈没した。また、瑞鳳丸に向かった魚雷は勝鬨丸に向かった魚雷とほぼ同時に命中し、あっという間に沈没していった。沈没位置は北緯19度18分 東経111度53分 / 北緯19.300度 東経111.883度と推定されている。そのほか、もう1隻に損傷を与えたようにも見えた。この時の勝鬨丸は地獄船と渾名された連合軍捕虜輸送船の1隻で、パンパニトの攻撃により輸送中の捕虜の大半が死亡した。シーライオンが撃沈した楽洋丸もそうであり、一連の攻撃で1,300名。を超える捕虜が死亡するか漂流する結果となった。この手の地獄船情報は、通常なら連合軍が張り巡らした諜報網で事前に察知するはずであったが、この時に限って諜報がなかったと言われている。攻撃から3日後の9月15日、パンパニトは勝鬨丸の沈没地点に戻り、筏にしがみつく人影を発見する。近づくと英語の叫び声が聞こえた。パンパニトは73名のイギリスおよびオーストラリア兵の生存者を救助し、シーライオン、バーブ (USS Barb, SS-220) 、クイーンフィッシュ (USS Queenfish, SS-393) の3隻に救援を求めた。一連の救助活動の結果、パンパニトとシーライオンが127名、バーブとクイーンフィッシュが32名を救助した。救助活動後パンパニトはサイパン島に向かい、生存者を上陸させた。9月28日、パンパニトは42日間の行動を終えて真珠湾に帰投。艦長がフランク・W・フェンノ（アナポリス1925年組）に代わった。

### 第4、第5、第6の哨戒 1944年10月 - 1945年4月
10月28日、パンパニトは4回目の哨戒でシーキャット (USS Sea Cat, SS-399) 、パイプフィッシュ (USS Pipefish, SS-388) 、シーレイヴン (USS Searaven, SS-196) とウルフパックを構成し南シナ海に向かった。11月19日、パンパニトは特設給糧船第十七播州丸（西大洋漁業統制、459トン）と第一新興丸（新興洋行、1,200トン）を撃沈した。12月3日には、北緯06度31分 東経106度12分 / 北緯6.517度 東経106.200度の地点で南下してくるヒ83船団を迎え撃ち、タンカー誠心丸（日本油槽船、5,239トン）の船尾に魚雷を命中させ航行不能に陥らせた。12月30日、パンパニトは59日間の行動を終えてフリーマントルに帰投。サマーズがパンパニト艦長に復帰した。
1945年1月23日、パンパニトは5回目の哨戒でガヴィナ (USS Guavina, SS-362) と共に南シナ海およびタイランド湾に向かった。2月6日深夜、パンパニトは北緯06度31分 東経106度12分 / 北緯6.517度 東経106.200度のホーチミン市南方470キロ地点で、南号作戦参加のヒ88D船団を発見し攻撃。延元丸（日本郵船、6,890トン）の右舷機関室に魚雷1本を命中させ撃沈した。2月8日には北緯07度05分 東経104度50分 / 北緯7.083度 東経104.833度の地点で永福丸（日本郵船、3,520トン）を撃沈した。2月12日、パンパニトは20日間の行動を終えてスービック湾に帰投した。
2月25日、パンパニトは6回目の哨戒でカイマン (USS Caiman, SS-323) 、シーライオン、ミンゴ (USS Mingo, SS-261) とウルフパックを組んでタイランド湾に向かった。しかし、パンパニトはこの哨戒で戦果を挙げることはなく、敵艦を1隻だけ確認したにとどまった。4月24日、パンパニトは57日間の行動を終えて真珠湾に帰投。オーバーホールのため真珠湾を出航してサンフランシスコに回航された。作業が完了すると8月1日に真珠湾に向かった。

### 戦後
8月15日に戦争が終了すると、パンパニトはサンフランシスコへの帰還命令を受けた。パンパニトは12月15日にメア・アイランド海軍造船所で退役し、予備役艦として保管された。1960年4月にメア・アイランドで海軍予備役兵の訓練艦に指定され、1962年11月6日に AGSS-383 （実験潜水艦）へ艦種変更される。パンパニトはカリフォルニア州ヴァレーホで海軍予備役兵の訓練艦に従事し、1971年12月20日に除籍された。
パンパニトは第二次世界大戦の戦功で6個の従軍星章を受章した。その戦果は6隻の船を撃沈、4隻に損害を与え、撃沈総トン数は27,000トンに上る。

### 博物館船

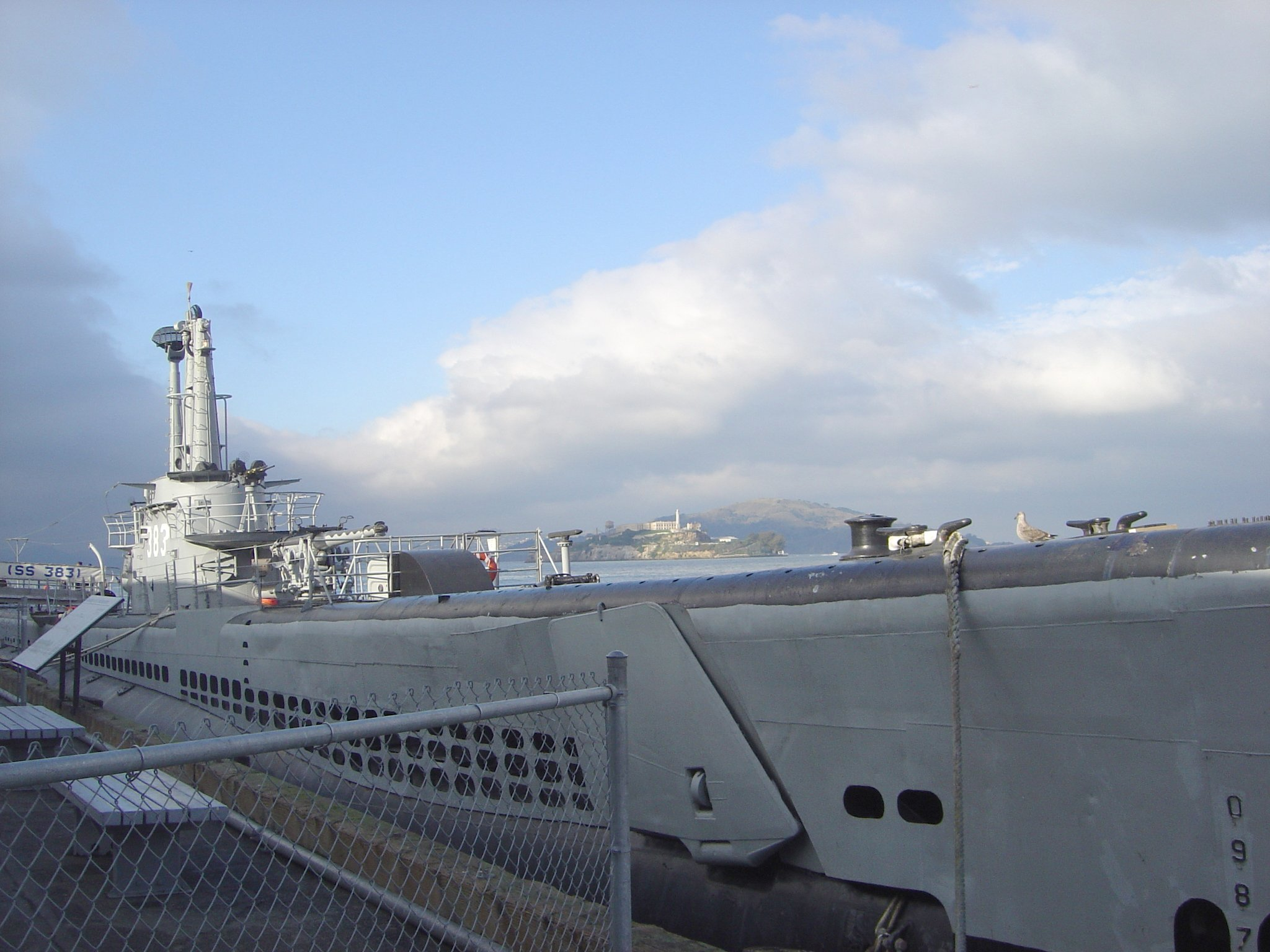
アルカトラズ島を背景に公開されるパンパニト

パンパニトは1975年11月21日にサンフランシスコで記念艦として公開され、1976年7月20日に場所を移動した上で整備され、1982年3月15日から一般に公開された。1986年にはアメリカ合衆国国定歴史建造物に指定された。現在はサンフランシスコ海事国定公園協会によって管理され、フィッシャーマンズ・ワーフの45番桟橋に係留されている。記念艦として公開後、パンパニトは3度のドック入りを経験しており、潜望鏡やエンジン、魚雷発射管1基のほかにアイスクリーム製造機などが未だに作動できる状態に維持されている。
なお、記念艦としてのパンパニトの艦体塗色は、当初は黒を基調とした迷彩 Measure 9 が施されていたが、現在では上空が見える部分が黒く、他が濃淡をつけたグレーの迷彩である Measure 32 Design 9SS が施されている。

## 登場作品
『イン・ザ・ネイビー』（デヴィッド・S・ウォード監督）
潜水艦「スティングレイ (USS Stingray, SS-161) 」役として登場。艦長役にはケルシー・グラマーが配され、パンパニトが扮した「スティングレイ」はノーフォークにいる設定であったが、物語の終盤部分でパンパニトの「スティングレイ」はゴールデンゲートブリッジの下を通過する場面に登場した。